# ペクサン砲
ペクサン砲 （ペクサンほう、英：Paixhans gun、仏：Canon Paixhans）は、炸裂弾を発射できるように設計された最初の艦砲である。1822年から1823年にかけてフランスの砲兵将校アンリ=ジョセフ・ペクサン（Henri-Joseph Paixhans）によって開発された。

## 背景
19世紀初頭、すでに陸戦において榴弾砲や臼砲で炸裂弾は使用されていたが、それらは大角度かつ低初速での使用に限られていた。炸裂砲弾は取り扱いが危険であり、高初速の平射砲で炸裂弾を使用する技術的な見通しは立っていなかった。
しかしながら現在のような正確な光学あるいはレーダー照準技術が確立する以前は、海戦においては曲射弾道による射撃は実用的ではなかった。双方が移動する海上での砲戦でまともな命中率を得るには、直接照準による平射が必須であった。このため数世紀に渡って艦砲の砲弾としては実体弾が使われており、木造艦艇に対してさえも限定的な損害を与えられるに過ぎなかった。

## 機構
ペクサンは海戦において平射砲で炸裂弾を使用することを1822年の自身の著作（Nouvelle force maritime et artillerie）で主張した。
ペクサンは、炸裂弾が高初速の平射砲から発射できるように史上初の遅延機構を開発した。炸裂弾が木製の船体に深く侵入してから炸裂すれば、破滅的な損害を与えられる。ペクサンは1824年に戦列艦パシフィカトゥール（Pacificateur）を使った実験で、船体をみごとに破壊して炸裂弾の威力を証明した。この試験のために、1823年と1824年に2門の砲が試作された。ペクサンはその結果を「フランス海軍の実施した新型兵器についての実験（Experiences faites sur une arme nouvelle）」に記している。砲弾には、発射の衝撃で自動的に作動する信管がしくまれていた。砲弾は柔らかい木製の船体に深く侵入し、その一瞬後に爆発する。
フランス海軍のための最初のペクサン砲が鋳造されたのは1841年であった。砲身重量は約10,000ポンド（4,530kg）であり、有効な射程は約2マイル（3.2km）であった。1840年代には、フランスに加え、英国、ロシアおよび米国において艦砲として採用された。
その威力が実戦で証明されたのは1849年の第一次シュレースヴィヒ＝ホルシュタイン戦争のエッケンフェルデにおいてであり、クリミア戦争のシノープの海戦では特にその効果が明らかであった。
1858年版のペニー・サイクロペディア（Penny Cyclopaedia） 事典には以下の記述がある：

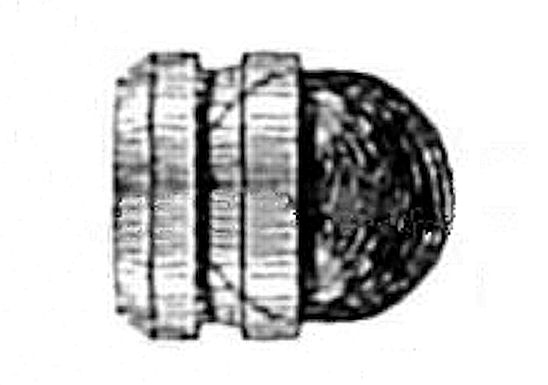
ペクサンの装弾筒付炸裂弾

## 採用

### フランス
何隻かの艦艇がペクサン砲を搭載したが、その武装の一部に採用されただけであった。1856年に完成した当時としてはフランス最大の3層戦列艦であるブルターニュ（Bretagne）は130門の砲を搭載したが、内36門が22cmのペクサン砲であった。

### 米国
アメリカ海軍も1845年に何隻かの艦艇に8インチペクサン砲を採用し、その後10インチ砲を採用した。コンスティチューションは1842年に4門のペクサン砲を搭載し、マシュー・ペリーの日本遠征時に率いたミシシッピには10門。サスケハナには6門のペクサン砲が搭載されていた。
1849年にジョン・ダールグレン（John A. Dahlgren）がダールグレン砲を開発すると、ペクサン砲はそれにとって代わられた。

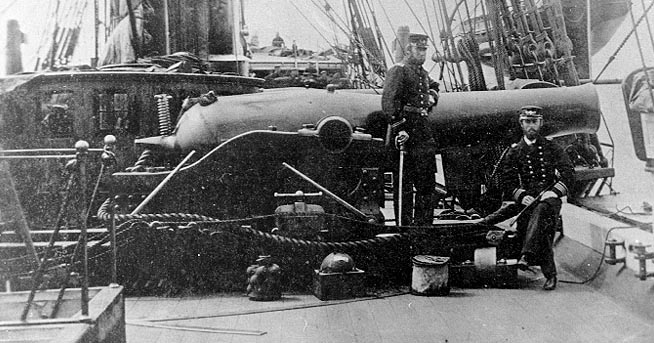
ダールグレン砲 はペクサン砲を改良して作られた。キアサージ （USS Kearsarge）艦上における11インチダルグレン砲

### ロシア
ロシア海軍は、ペクサン砲を大量に戦闘に使用した最初の海軍である。1853年のシノープの海戦において、ロシア海軍の艦艇はそのペクサン砲の炸裂弾でトルコ艦隊を攻撃、撃滅した。砲弾はトルコ艦艇の木製外板を貫通し艦内で爆発し、火災を起こさせた。

### 日本
ペクサンの著した「フランス海軍の実施した新型兵器についての実験」はオランダ語に翻訳され日本にも輸入された。それを入手した武雄領主鍋島茂義（高島秋帆に弟子入りしていた）はさっそく日本語に翻訳し、1848年（嘉永元年）に佐賀藩主鍋島直正に献上している。1851年（嘉永4年）に会津藩が江戸湾（富津台場）の防備を命じられると、江川英龍に150ポンド（17貫300目）ペクサン砲の鋳造を依頼している。当時は音をとって「伯苦斬刪砲」、またはその特徴から「暴母加納」（ボム・カノン）と呼ばれていた。
1853年（嘉永6年）のペリー来航の際、ペクサン砲を搭載した米国軍艦に乗り込んだ浦賀奉行所与力中島三郎助は、その大砲がペクサン砲であることを見抜いたとされている。